# Ann-Margret
Ann-Margret Olsson (Valsjöbyn, Jämtland, 28 d'abril de 1941) és una actriu i cantant estatunidenca nascuda a Suècia.

## Biografia
Es va traslladar als Estats Units amb set anys, i va créixer a Wilmette, Illinois, on va acudir a la Northwestern University. Com a cantant, va ser descoberta en un club nocturn per l'actor i còmic George Burns.
Ann-Margret va començar a gravar discs amb la companyia RCA el 1961. La seva veu, suaument ronca, era considerada com una de les més sexis, i se la comparava amb les d'Eartha Kitt o Nancy Sinatra. La companyia RCA va intentar fer-la l'"Elvis femenina" preparant un disc amb una versió de la cançó d'Elvis Heartbreak Hotel i altres cançons d'un estil molt similar al del "Rei de Rock". Va tenir un petit èxit amb la cançó I Just Don't Understand (va entrar al Top 40 en la llista del Billboard la tercera setmana d'agost de 1961, on va romandre durant 6 setmanes, arribant al número 17). El seu únic disc destacable és The Beauty and the Beard (1964) que va realitzar amb el trompetista Al Hirt. El contracte amb la RCA va acabar el 1966.
Tanmateix, la seva carrera discogràfica no va ser tan reeixida com la cinematogràfica. La seva primera experiència al cinema va ser amb la pel·lícula Un gàngster per a un miracle el 1961, a la que va seguir State Fair a l'any següent. Però va ser el seu paper protagonista en Bye Bye Birdie (1963) el que la va llançar a la fama. Després de rodar Viva Las Vegas amb Elvis Presley, ambdós van començar una relació que va atreure l'atenció de la premsa del cor. Aquesta relació va provocar un enfrontament amb la llavors esposa d'Elvis, Priscilla. Encara que la relació va acabar poc després, Presley va continuar sent gran amic de l'actriu fins a la seva mort. De totes les estrelles de Hollywood amb què Elvis havia treballat, Ann-Margret va ser l'única que va assistir al seu funeral.
El 1963, Ann-Margret va ser l'estrella convidada en un episodi de la sèrie de dibuixos animats Els Picapedra, amb el personatge que es deia "Ann-Margrock".
El març de 1966, Ann-Margret, junt amb els artistes Chuck Day i Mickey Jones, va fer un viatge per donar suport a les tropes nord-americanes que es trobaven al Vietnam i altres països del Sud-est Asiàtic.
El 1971, va protagonitzar la cinta de Mike Nichols Carnal Knowledge, pel·lícula que va donar un gir a la carrera interpretativa de l'actriu. Per aquesta pel·lícula va obtenir una candidatura als Oscars, en la categoria de millor actriu secundària. Al llarg dels anys 70, Ann-Margret va compaginar les seves actuacions en directe amb una sèrie de pel·lícules, moltes d'elles aclamades per la crítica. Les bones reaccions crítiques a la seva interpretació en Carnal Knowledge no van poder ser continuades durant un temps, ja que en una de les seves actuacions a Las Vegas, la pèl-roja actriu i cantant va sofrir un greu accident que va desfigurar parcialment el seu rostre. Posteriorment va poder ser recuperat gràcies a la cirurgia estètica.
El 1975 va participar en Tommy, paper pel qual va ser candidata a l'Oscar a la millor actriu. A més de les seves dues candidatures als Oscars, Ann-Margret ha estat candidata a 10 Globus d'Or, guanyant cinc d'ells, incloent el de millor actriu de comèdia o musical per Tommy.
A més de treballar al cinema, Ann-Margret ha protagonitzat alguns especials de televisió de molt èxit, començant amb The Ann-Margret Show per a la cadena NBC el 1968.
El 1994, va publicar la seva autobiografia titulada Ann Margret: My Story. Va estar casada amb l'actor Roger Smith des del 1967 i fins al 2017, quan ell va morir. Smith patia de miastènia greu, i Ann-Margret va dedicar part de la seva vida a tenir-ne cura.
El 1995, va ser elegida per la revista Empire com una de les 100 estrelles més atractives de la història del cinema; concretament, estava situada al lloc desè.

## Cultura popular
Apareix, com un personatge més, a la novel·la La magnitud de la tragèdia de Quim Monzó.
El leitmotiv de l'episodi 2 de la temporada 3 de la sèrie Mad Men és Ann-Margret.

## Filmografia

### Cinema
- Un gàngster per a un miracle (Pocketful of Miracles) (1961)
- State Fair (1962)
- Bye Bye Birdie (1963)
- Viva Las Vegas (1964)
- Kitten with a Whip (1964)
- The Pleasure Seekers (1964)
- Bus Riley's Back in Town (1965)
- Once a Thief (1965)
- El rei del joc (The Cincinnati Kid) (1965)
- Made in Paris (1966)
- Stagecoach (1966)
- The Swinger (1966)
- Murderers' Row (1966)
- The Tiger and the Pussycat (1967)
- The Prophet (1968)
- Seven Men and One Brain (1968)
- Rebus (1969)
- R.P.M. (1970)
- C.C. and Company (1970)
- Carnal Knowledge (1971)
- The Outside Man (1972)
- Els lladres de trens (The Train Robbers) (1973)
- Tommy (1975)
- The Twist (1976)
- Joseph Andrews (1977)
- The Last Remake of Beau Geste (1977)
- The Cheap Detectiu (1978)
- Màgic (Magic) (1978)
- The Villain (1979)
- Middle Age Crazy (1980)
- The Return of the Soldier (1982)
- Lookin' to Get Out (1982)
- I Ought to Be in Pictures (1982)
- Twice in a Lifetime (1985)
- 52 Pick-Up (1986)
- A Tiger's Tale (1988)
- A New Life (1988)
- Newsies (1992)
- Dos vells rondinaires (Grumpy Old Men) (1993)
- Discòrdies a la carta (Grumpier Old Men) (1995)
- The Limey (escelenes eliminades, 1999)
- Any Given Sunday (1999)
- The Last Producer (2000)
- Interestatal 60 (Interstate 60: Episodes of the Road) (2002)
- Taxi (2004)
- Memory (2006)
- Tales of the Rat Fink (Voice, 2006)
- The Break Up (2006)
- The Santa Clause 3: The Escape Clause (2006)
- The Loss of a Teardrop Diamond (2008)
- All's Faire in Love (2009)
- Old Dogs (2009)
- Un cop amb estil (Going in Style) (2017)

### Televisió
- The Jack Benny Program (1961)
- The Flintstones: Ann-Margrock Presents (1963)
- Ann-Margret: Made in Paris (Paper curt, 1965)
- The Ann-Margret Show (1968)
- Ann-Margret: From Hollywood with Love (1969)
- Here's Lucy (1970)
- Dames at Sea (1971)
- Ann-Margret: When You're Smiling (1973)
- Ann-Margret Olsson (1975)
- Ann-Margret Smith (1975)
- Ann-Margret: Rhinestone Cowgirl (1977)
- Ann-Margret: Hollywood Movie Girls (1980)
- Who Will Love My Children? (1983)
- A Streetcar Named Desire (1984)
- The Two Mrs. Grenvilles (1987)
- Our Sons (1991)
- Queen: The Story of an American Family (Miniseries, 1993)
- Following Her Heart (1994)
- Scarlett (Miniseries, 1994)
- Seduced by Madness: The Diane Borchardt Story (1996)
- Blue Rodeo (1996)
- Four Corners (1998)
- Life of the Party: The Pamela Harriman Story (1998)
- Happy Face Murders (1999)
- Perfect Murder, Perfect Town: JonBenét and the City of Boulder (2000)
- Touched by an Angel (2000)
- The 10th Kingdom (Miniseries, 2000)
- Popular (2000)
- Blonde (Miniseries, 2001)
- A Woman's a Helluva Thing (2001)
- A Place Called Home (2004)
- Third Watch (2003)
- Law & Order: Special Victims Unit (2010)
- Army Wives (2010)
- CSI: Crime Scene Investigation (2010)

## Premis i nominacions

### Premis
- 1972: Globus d'Or a la millor actriu secundària per Carnal Knowledge
- 1975: Globus d'Or a la millor actriu musical o còmica per Tommy
- 1983: Globus d'Or a la millor actriu en minisèrie o telefilm per Who Will Love My Children?
- 1984: Globus d'Or a la millor actriu en minisèrie o telefilm per A Streetcar Named Desire
- 2010: Primetime Emmy a la millor actriu convidada en sèrie dramàtica per Law & Order: Special Victims Unit

### Nominacions
- 1962: Grammy al millor nou artista
- 1964: Globus d'Or a la millor actriu musical o còmica per Bye Bye Birdie
- 1972: Oscar a la millor actriu secundària per Carnal Knowledge
- 1976: Oscar a la millor actriu per Tommy
- 1978: Globus d'Or a la millor actriu secundària per Joseph Andrews
- 1983: Primetime Emmy a la millor actriu en sèrie per Who Will Love My Children?
- 1984: Primetime Emmy a la millor actriu en sèrie per A Streetcar Named Desire
- 1987: Primetime Emmy a la millor actriu en minisèrie o telefilm per The Two Mrs. Grenvilles
- 1988: Globus d'Or a la millor actriu en minisèrie o telefilm per The Two Mrs. Grenvilles
- 1993: Primetime Emmy a la millor actriu secundària en minisèrie o telefilm per Queen
- 1994: Globus d'Or a la millor actriu secundària en sèrie, minisèrie o telefilm per Queen
- 1999: Globus d'Or a la millor actriu en minisèrie o telefilm per Life of the Party: The Pamela Harriman Story
- 1999: Primetime Emmy a la millor actriu en minisèrie o telefilm per Life of the Party: The Pamela Harriman Story